# Wetteranzeigendes Drehmoos
Das Wetteranzeigende Drehmoos (Funaria hygrometrica), auch Echtes Drehmoos genannt, ist ein Pioniermoos, das nährstoffreiche, gestörte Standorte schnell besiedeln kann. Die Art ist autözisch (Antheridien und Archegonien an verschiedenen Ästen derselben Pflanze). 
Es gilt als Kulturfolger des Menschen und ist eines der physiologisch am besten untersuchten Laubmoose. Der Name bezieht sich auf die hygroskopische Seta, die sich bei Regenfall bzw. bei Austrocknung ruckartig dreht. Dies soll die Ausbreitung der Sporen fördern.

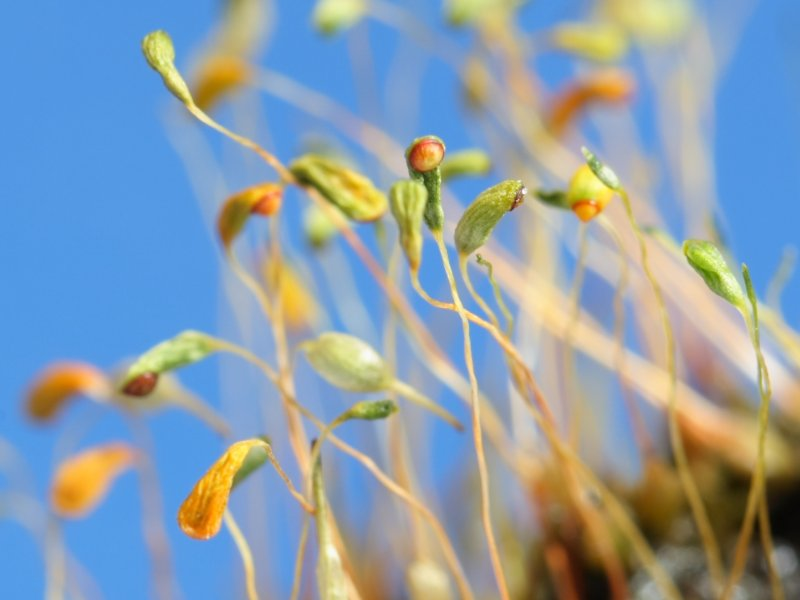
Sporenkapseln

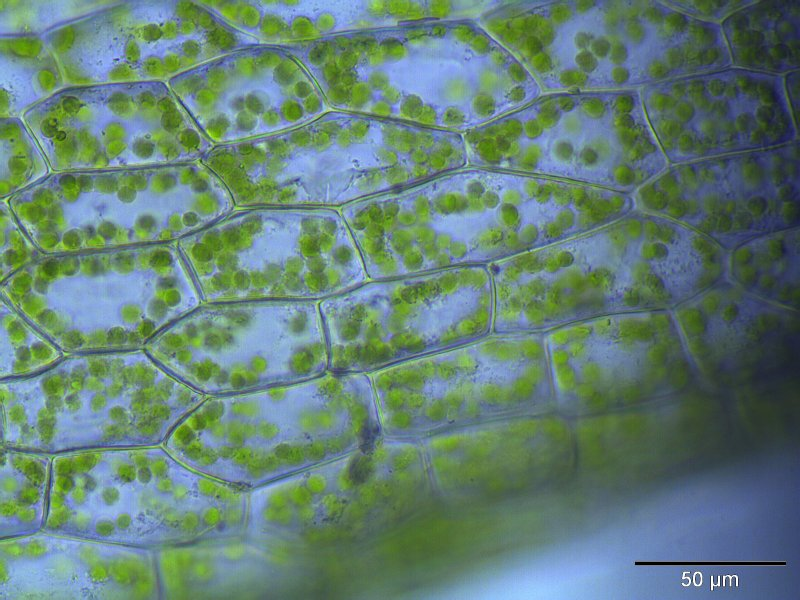
Laminazellen (Vergrößerung: 400×)

## Merkmale
Das Wetteranzeigende Drehmoos wächst gruppenweise oder in ausgedehnten mehr oder minder dichten Rasen. Es bildet bleichgrüne, oder schmutzig grüne bis gelblich grüne, knospenförmige Pflänzchen aus. Die Sprosse werden nicht länger als 15 mm. Die Blätter sind an der Spitze knospenförmig zusammengeneigt, hohl, eiförmig lanzettlich bis eilänglich-spatelförmig, kurz zugespitzt. Selten weisen sie eine sehr kurz austretende Rippe auf, die sonst in der Blattspitze endet. Die männlichen Pflanzen bilden an der Spitze der Blattrosette Antheridien. Die Laminazellen sind rechteckig oder verlängert sechseckig geformt, etwa 50 bis 100 µm lang und 25 bis 50 µm breit. Im oberen Teil des Blattes sind sie mindestens rechteckig, jedoch nie rundlich. Die bis 4 cm lange Seta ist aufrecht, oder am oberen Ende leicht gebogen und geschlängelt bis gedreht. Die asymmetrischen, gekrümmten Kapseln sind geneigt oder hängend, schief birnenförmig, trocken deutlich gefurcht und bräunlich gefärbt. Sie besitzen einen langen Hals. Das Peristom ist doppelt ausgebildet und stets gut entwickelt. Der haubenförmige Kapseldeckel weist keine Spitze auf, ist glatt und sitzt an der Basis dem Anulus der Kapsel auf. Die kapuzenförmige Kalyptra ist geschnäbelt und sitzt der Kapsel schief auf. Die meist glatten Sporen werden im Durchschnitt etwa 12–22 µm groß. Sporogone sind immer reichlich vorhanden. Die Reife kann während des gesamten Jahres erfolgen.
Der wissenschaftliche Name bezieht sich auf die Eigenschaft des Kapselstieles (der Seta), sich bei Trockenheit seilartig zu drehen: lateinisch funis „Seil, Strick“, hygrometrica „feuchtigkeitsmessend“.

## Verbreitung und Standort
Das Wetteranzeigende Drehmoos ist weltweit verbreitet. In Mitteleuropa ist es ein häufiges Moos. Es besiedelt offene, nährstoffreiche, meist lichtreiche, frische bis feuchte Standorte und bevorzugt sandige, lehmige, tonige Erde, Humus, Torf, Schotter oder Kies. Natürliche Standorte sind offenbar Brandstellen und schlammige Gewässerufer. Sonst ist es besonders in gestörten Ruderalflächen, auf Schuttplätzen, auf Müllhalden, in Gärten und stark landwirtschaftlich genutzten Äckern zu finden. Die Vorkommen sind meist unbeständig und kurzlebig.
Das Echte Drehmoos wird vom Glattsporigen Moosborstling (Neottiella hetieri) parasitiert.